# Bibiana Olama
Bibiana Martina Olama Mangue (sinh ngày 2 tháng 12 năm 1982 tại Guinea Xích đạo) là một vận động viên người Guinea Xích đạo. Cô đã tham gia Thế vận hội Mùa hè 2012 trong nội dung vượt rào 100 mét. Cô là người cầm cờ cho đội Guinea Xích đạo. Cô ấy cũng thi đấu trong bảy môn phối hợp.